# Tuol Tumpung Pir
Tuol Tumpung Pir es una comuna (khum) del distrito de Chamkarmon, en la provincia de Nom Pen, Camboya. En marzo de 2008 tenía una población estimada de 10 731 habitantes.
Se encuentra ubicada junto a los ríos Mekong y Bassac, al sur del lago Sap (Tonlé Sap).